# Крюгер, Пауль
Стефанус Йоханнес Паулус Крюгер (упоминается также как Пауль Крюгер) (африк. Stephanus Johannes Paulus Kruger; 10 октября 1825, Колесберг — 14 июля 1904, Кларанс, кантон Во, Швейцария), известный по почтительному прозвищу «Дядюшка Пауль» (африк. Oom Paul), — президент Южно-Африканской республики в 1883—1900 годах.

## Биография

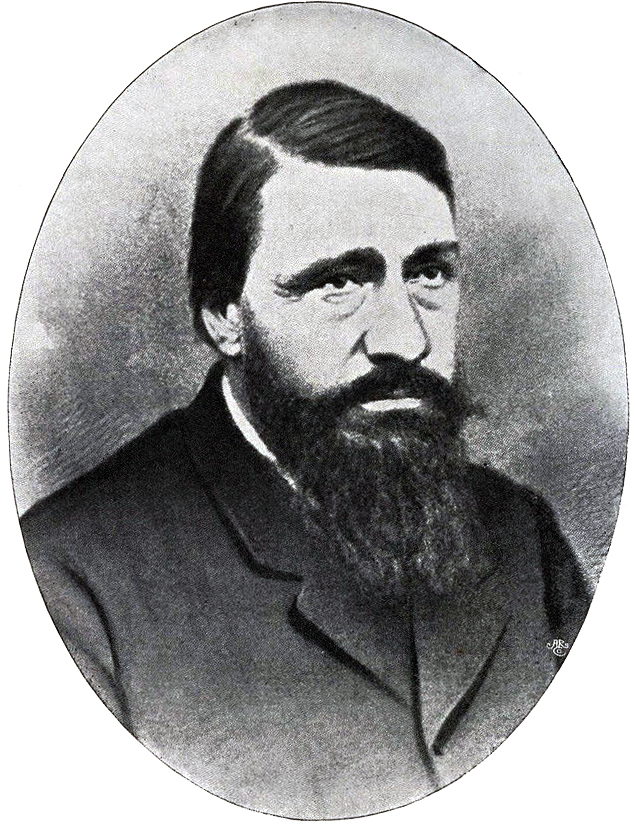
Пауль Крюгер, 1852 г.

Паулус Крюгер родился 10 октября 1825 года на ферме своего деда в восточной части южноафриканской Капской колонии, захваченной англичанами. В 1838 году поселился вместе с семьёй на территории Трансвааля. Был весьма малограмотным, за всю жизнь прочитал лишь одну Библию, но знал ее наизусть. 
В 11 лет научился ездить верхом и владеть оружием. С 17 лет служил в армии, пройдя путь от фельдкорнета до генерал-команданта (верховного главнокомандующего) трансваальских войск. Участник военных операций буров против африканского населения. В 1873 году Крюгер ушёл с поста генерал-команданта и некоторое время занимался фермерским хозяйством. Через год был избран вице-президентом Трансвааля. 
В 1877 году выступил ярым противником аннексии Трансвааля Великобританией. П. Крюгер пытался безуспешно решить конфликт мирным путём, ездил в Лондон, встречался с английским премьер-министром Бенджамином Дизраэли. В 1878 году совершил поездку по Европе, пытаясь заручиться поддержкой других государств. Во время этой поездки Крюгер поднялся на воздушном шаре и увидел Париж с воздуха. До него никакой другой действующий правитель подняться на воздушном шаре не решался.
В 1880 году П. Крюгер вместе с П. Жубером и М. Преториусом возглавил восстание буров против Великобритании, приведшее к Первой англо-бурской войне 1880—1881 годов. Вскоре после восстания был избран президентом Трансвааля. В 1884 году добился от Великобритании подписания Лондонской конвенции, в которой не было прямого указания на британский сюзеренитет, хотя Трансвааль обязался не заключать без утверждения английского правительства никаких соглашений с иностранными государствами.
После 1886 года и открытия на Витватерсранде крупнейшего месторождения золота в Трансвааль стало стекаться большое количество британских трудовых мигрантов (уитлендеров), вследствие чего Великобритания потребовала под угрозой войны предоставления им гражданства. В 1899 году после невыполненного ультиматума британцев началась новая война с Великобританией.
В период англо-бурской войны 1899—1902 один из руководителей сопротивления буров английским войскам. Представлял войну сражением сил зла во главе с Антихристом (Британской империей) и богоизбранного народа (африканеров), итогом которой должно было стать очищение Церкви и торжество сил добра. «Всевышний лишь использует людей для исполнения своей воли», — заявил Крюгер в своём последнем выступлении перед фольксраадом Трансвааля 7 мая 1900 года. По свидетельству подполковника Е. Я. Максимова после поражения на реке Моддер и пленения Пита Кронье Крюгер заявил: 

«Если англичане захотят и предложат мне отдаться им заложником и сошлют на остров Святой Елены, я с радостью пожертвую собой ради свободы и независимости Южно-Африканской Республики».— Англо-бурская война 1899—1902 гг. По архивным материалам и воспоминаниям очевидцев. М., 2001. С. 457.
 В 1900 году, когда буры перешли к партизанской войне, 75-летний президент Крюгер, который не мог в ней участвовать из-за преклонного возраста, был переправлен в Мозамбик. Незадолго до поражения в войне Крюгер отправился в Европу на присланном королевой Вильгельминой корабле «Гелдерланд», где безуспешно пытался добиться вмешательства правительств европейских государств в защиту буров. Некоторыми государствами помощь для покупки оружия и необходимого для войны имущества была предоставлена, но на оплату предоставленных кредитов, был потрачен почти весь золотой запас Трансвааля, равнявшийся до войны трём миллионам тогдашних фунтов стерлингов, от которых в к концу войны осталось всего 150 тысяч. Во время его отсутствия вплоть до подписания мирного договора, его обязанности исполнял Шалк Виллем Бургер. 
После поражения бурских партизан, и подписания мирного договора в Феринихинге 31 мая 1902 года, переехал в Швейцарию, где провёл последние годы жизни. Скончался в городе Кларанс 14 июля 1904 года, не дожив двух месяцев до своего 79-летия.

## Память
- В центре Претории на площади Чёрч-сквер установлен памятник Паулю Крюгеру.
- Дом, в котором жил Крюгер, превращён в его дом-музей.
- Имя Крюгера носит национальный парк на северо-востоке ЮАР.
- Именем Крюгера названы улицы в ряде городов Нидерландов.
- Пауль Крюгер изображён на аверсе золотой монеты ЮАР, которая названа в его честь — крюгеррандом[3]
- В 1941 году в гитлеровской Германии на экраны вышел биографический художественный фильм «Дядюшка Крюгер» (реж. Ханс Штайнхоф, в главной роли Эмиль Яннингс), посвящённый деятельности Крюгера в период англо-бурской войны 1899—1902 гг. и содержавший элементы антибританской пропаганды.
- В 1956 году в ЮАР вышел фильм «Пауль Крюгер» (реж. Вернер Грюнбауэр) в главной роли Джеймс Норвал[африк.].
- Крюгер также фигурирует в ряде других фильмов. Приключенческий мюзикл-драма «Миллионы Крюгера» (кинодебют оперного певца Ге Корстена) стал культовым в ЮАР.
- в честь П. Крюгера был назван построенный в Великобритании фрегат ВМС ЮАР F-150 "Президент Крюгер" (18 февраля 1982 года во время учений ВМС ЮАР затонувший в 78 милях юго-западнее мыса Кейп-Пойнт)[4]
- Имя Крюгера носит механизированный полк сухопутных войск ЮАР.
- Город Крюгерсдорп назван в честь Крюгера.